# Iedera
Iedera is een gemeente in Dâmbovița. Iedera ligt in de regio Muntenië, in het zuiden van Roemenië.
Aninoasa · Băleni · Bărbulețu · Bezdead · Bilciurești · Brănești · Braniștea · Brezoaele · Buciumeni · Bucșani · Butimanu · Cândești · Ciocănești · Cobia · Cojasca · Comișani · Conțești · Corbii Mari · Cornățelu · Cornești · Costeștii din Vale · Crângurile · Crevedia · Dărmănești · Dobra · Doicești · Dragodana · Dragomirești · Finta · Glodeni · Gura Foii · Gura Ocniței · Gura Șuții · Hulubești · I. L. Caragiale · Iedera · Lucieni · Ludești · Lungulețu · Malu cu Flori · Mănești · Mătăsaru · Mogoșani · Moroeni · Morteni · Moțăieni · Niculești · Nucet · Ocnița · Odobești · Petrești · Pietroșița · Poiana · Potlogi · Produlești · Pucheni · Răcari · Răzvad · Runcu · Sălcioara · Șelaru · Slobozia Moară · Șotânga · Tărtășești · Tătărani · Uliești · Ulmi · Văcărești · Valea Lungă · Valea Mare · Văleni-Dâmbovița · Vârfuri · Vișina · Vișinești · Voinești · Vulcana-Băi